# ماك أو إس فينتورا
ماك أو إس فينتورا (بالإنجليزية: macOS Ventura)‏ (النسخة 13) هو الإصدار الرئيسي السابع عشر من ماك أو إس من نظام أبل للخوادم وحواسيب ماكنتوش. وقد تم الإعلان عنه في مؤتمر آبل العالمي للمطورين والذي عقد في 6 يونيو 2022 ليكون وريث ماك أو إس مونتيري.
في 7 يونيو 2021 تم إصدار النسخة التجريبية الأولى من إصدار فينتورا للمطورين المسجلين في مركز أبل للمطورين (بالإنجليزية: Apple Developer Center)‏. وستتوفر النسخة التجريبية للعامة في يوليو 2022. بينما سيتم إصدار النظام بشكل رسمي في الرباع الثالث من عام 2022.
فينتورا هو الإصدار الرابع من نظام التشغيل ماك أو إس الذي يدعم بشكل حصري تطبيقات 64-بت بعد إصدار ماك أو إس كاتالينا وماك أو إس بيغ سور وماك أو إس مونتيري. ومن أجل تطابق أسماء برمجيات أبل المتعددة مثل watchOS وtvOS. وهو الإصدار السادس الذي يحتوى على ماك أو إس، بعدما تم الإستغناء عن ماك أو إس 10 (OS X) والاكتفاء بإضافة ماك أو إس.
تم تسمية نظام التشغيل باسم فينتورا (بالإنجليزية: Ventura)‏، نسبة لمدينة فينتورا الواقعة في ولاية كاليفورنيا.

## الأجهزة الداعمة للنظام
تخلى نظام ماك أو إس فينتورا عن دعمه للعديد من أجهزة ماك التي تم إصدارها بين عامي 2013 و2017. حالياً يدعم ماك أو إس فينتورا الإصدارات التالية:
- آي ماك إصدار (2017) والأحدث
- آي ماك برو
- ماك بوك آير إصدار (2018) والأحدث
- ماك بوك برو إصدار (2017) والأحدث
- ماك برو (2019)
- ماك ميني إصدار (2018) والأحدث
- ماك بوك (2017)
- استوديو ماك (2022)

## تاريخ الإصدارات
تم إصدار أول نسخة تجريبية من ماك أو إس فينتورا في 6 يونيو 2022.
|  | الإصدار السابق |  | الإصدار الحالي |  | إصدار المطور الحالي |

| النسخة    | البناء   | التاريخ      | ملاحظات الإصدار                     |
| --------- | -------- | ------------ | ----------------------------------- |
| 13.0 beta | 22A5266r | 6 يونيو 2022 | macOS 13 Ventura Beta Release Notes |

## وصلات خارجية
- الموقع الرسمي